# Viola rugosa
Viola rugosa är en violväxtart som beskrevs av A. Philippi och Wilhelm Becker. Viola rugosa ingår i släktet violer, och familjen violväxter. Inga underarter finns listade i Catalogue of Life.